# Заезье
Заезье (бел. Заеззе) — посёлок в Кистеневском сельсовете Рогачёвского района Гомельской области Беларуси.

## География

### Расположение
В 21 км на северо-восток от районного центра и железнодорожной станции Рогачёв (на линии Могилёв — Жлобин), 112 км от Гомеля.

### Гидрография
На реке Днепр.

## Транспортная сеть
Транспортные связи по просёлочной, затем автомобильной дороге Рогачёв — Довск. Планировка состоит из короткой прямолинейной улицы, близкой к меридиональной ориентации и застроенной деревянными усадьбами.

## История
Основан в начале 1920-х годов переселенцами из соседних деревень на бывших помещичьих землях. В 1931 году жители вступили в колхоз. Во время Великой Отечественной войны 12 жителей погибли на фронте. Согласно переписи 1959 года в составе совхоза «Кистени» (центр — деревня Кистени).

## Население

### Численность
- 2004 год — 4 хозяйства, 6 жителей.

### Динамика
- 1925 год — 12 дворов.
- 1959 год — 71 житель (согласно переписи).
- 2004 год — 4 хозяйства, 6 жителей.